# 강일구 (희극인)
강일구(1980년 5월 28일 ~ )는 대한민국의 희극 배우이다.

## 출연작

### 방송
- 《개그콘서트》 (KBS)
- 《개그사냥》 (KBS)
- 《코미디빅리그》 (tvN)
- 《폭소클럽》 (KBS)
- 《뉴스야 놀자》 (CBS 표준FM, 2011년)
- 《찾아가는 전국 노래자랑》 (법무부 교화방송)
- 《뷰티풀라이프》 (MBC)
- 《오감만족》 (OBS)
- 《주말이 좋다》 (tbs)
- 《싱싱싱》 (CBS 표준FM)

### CF
- 3M 스카치 브라이트
- 온라인게임 라펠즈
- 오뚜기 3분요리
- 네파 아웃도어

### 전문 경력
- 결혼식사회 전문 개그맨 (800회 돌파)
- 성대모사, 결혼식사회 보는법 강연
- 나의 꿈과 자신감 전국 중학교 특강